# 노스럽 프라이

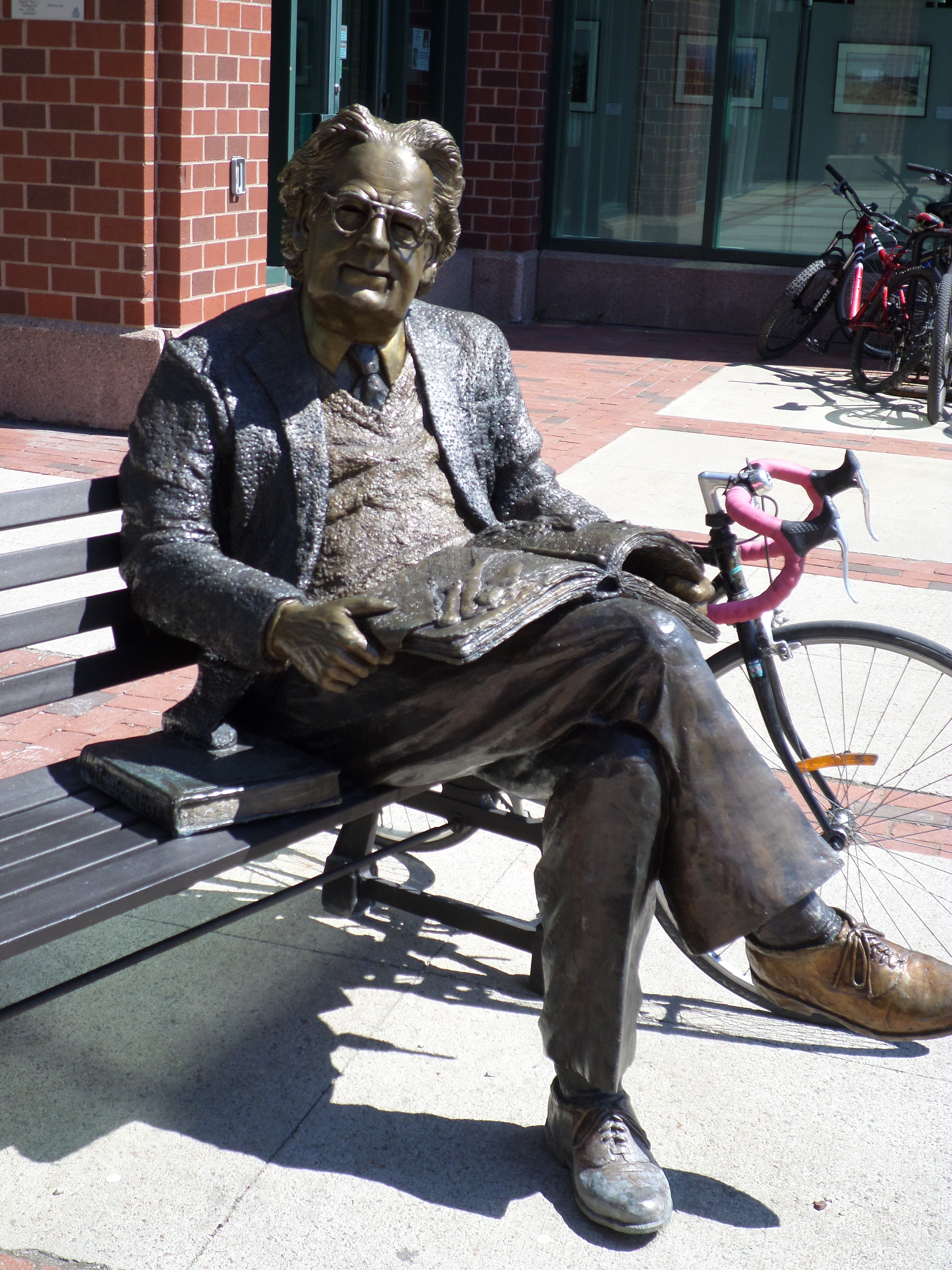

허먼 노스럽 프라이(Herman Northrop Frye, 1912년 7월 14일 ~ 1991년 1월 23일)는 캐나다 사람으로, 문학 평론에서 가장 뛰어난 사람 중 하나였고, 20세기에 활동한 문학 이론가이었다. 에드먼드 카펜터, 마셜 매클루언 등과 함께 토론토 학파를 주도하기도 했었다.

## 일대기
노스럽 프라이는 캐나다 퀘벡주의 셔브룩에서 태어났다. 하지만 그는 뉴브런즈윅 주에 있는 멍크턴에서 성장했고, 토론토 대학의 빅토리아 칼리지를 졸업하였다. 그 후 그는 빅토리아 칼리지 부설 이매뉴얼 칼리지에서 신학을 공부했다. 캐나다 남서부에 위치한 서스캐처원에서 교육전도사로 짧게 일하고 그만둔 이후에, 그는 캐나다 연합 교회로부터 목사 서임을 받았다. 그 후 그는 영국 옥스퍼드 대학의 머튼 칼리지에서 영문학을 공부했다. 1942년부터 옥스퍼드 대학 조교수를 지냈고, 1948년부터 사망할 때까지 토론토 대학 교수로 일했다. 1974년부터 1975년까지는 잠시 미국 하버드 대학 교수를 지내기도 했었다.
그는 첫 번째 저서인 《무서운 균형: 윌리엄 블레이크 연구》를 1947년에 출판하고 나서 국제적으로 두각을 나타내기 시작했다. 그때까지 윌리엄 블레이크가 쓴 예언자적인 시는 제대로 이해되지 못했고, 균형이 잡히지 않은 잘못된 생각에 따라 평가되곤 했다. 프라이는 블레이크의 시에 담긴 은유의 체계가 실낙원과 성서로부터 온 것임을 발견하였다. 그의 연구는 블레이크의 시를 연구하는 데 주요한 기여를 했을 뿐만 아니라, 그의 책에서 프라이는 문학을 연구하는 혁신적인 방법의 틀을 잡았고, 그것은 일반적인 문학 연구에 깊은 영향을 끼쳤다. 프라이에게 중요한 영향을 받은 여러 사람 중에는 해럴드 블룸과 마거릿 애트우드가 있다.

## 저서
- 무서운 균형
- 비평의 해부
- 교육된 상상력
- 동일성의 우화
- T.S.엘리엇